# Holzobjekt von Scharfling
 Das Holzobjekt von Scharfling in St. Lorenz am Mondsee in Oberösterreich, wurde 1972 durch Johann Offenberger aus der Uferrandsiedlung Scharfling geborgen. Nach C14-Datierungen von Pfählen stammt die Siedlung aus der Endphase der Bandkeramik im Neolithikum.
(Daten von Offenberger 1981):
VRI 311: BP 4980±120
VRI 313: BP 4660±90
Das Fundobjekt ist aber lange vor der Mondseekultur einzuordnen, zu der die Scharflinger Pfahlbausiedlung noch gehört.

## Beschreibung
Das Objekt besteht aus einem Gabelholz (von stimmgabelartiger Form), dessen einer Holm abgebrochen ist. Es ist aus einer Astgabel mit zwei gleich dicken, dichotom abgehenden Ästen (einem so genannten Zwieselholz) gefertigt. Seine Länge über alles beträgt heute 87,5 cm. Die untersten 15 cm des Seitenastes wurden innen abgearbeitet, so dass ein elliptischer Querschnitt mit dem halben Durchmesser des einstiegen Holzes entstand. Die zwischen den Gabeln liegende, zum Hauptast weisende Fläche wurde auf 10 cm Breite plan geschnitten. Die abgearbeiteten Oberflächen des Gabelastes und der Zwischenfläche wurden sorgfältig geglättet. Die Länge des dicken Astes wird von einer schräg angesetzten Schnittfläche begrenzt, die Endfläche des dünnen Astes besteht aus mehreren rechtwinklig zur Achse stehenden Ebenen, deren Kanten gerundet sind. Es ist nicht zu entscheiden, ob es sich um ein bewusst hergestelltes Ende handelt.
Etwa 15 cm vom Ende des Gabelastes findet sich eine y-förmige Kerbspur. Die beiden tiefen, geschwungenen und zusammenlaufenden Kerben könnten Schnittspuren sein. Sie liegen aber nahe einer Bruchfläche und schwächen den Seitenast mechanisch. Eine Funktion ist nicht erkennbar. Ob die Kerben zum ursprünglichen funktionstüchtigen Objekt gehörten oder später entstanden, ist nicht zu entscheiden.

## Interpretation
Dünnschnitte zeigen, dass das Objekt aus Buchenholz gefertigt ist. Ergänzt man es symmetrisch, was durch die gleichen Abstände der Markröhren der beiden Seitenäste und damit ihre gleichen Durchmesser nahe liegt, so entsteht eine Vorrichtung, die zwischen den Gabeln eine Ausnehmung von 10 × 15/22,5 cm besitzt. Die abgearbeiteten Gabeläste könnten eine federnde Stelle ergeben, so dass durch Zusammenbiegen zwischen den Ästen ein Gegenstand eingespannt werden könnte. Andererseits lässt die Glättung dieser Zonen an eine Handhabe denken. Dass es als Ramme oder Stößel verwendet wurde, ist durch die Endfläche des dicken Astes und das Fehlen entsprechender Arbeitsspuren unwahrscheinlich.
Obwohl die Buche ein sehr zähes Holz besitzt, bricht es leicht aus und ist daher für die genannten Interpretationen in der vorliegenden Konstruktion nicht gut geeignet. Dies hat vielleicht zum Defektwerden in neolithischer Zeit geführt. Dass die Bruchfläche alt ist, geht aus ihrer Form und Tiefe hervor, da nicht mehr frisches, abgebautes Holz mit ebener Oberfläche abbricht.
Der Interpretation als Schleife widersprechen Größe und Form des Objektes wie auch das Fehlen entsprechender Gebrauchsspuren. Am ehesten lässt es an ein Werkzeug (eventuell einen verunglückten Prototyp) oder ein Befestigungselement denken.
Das Objekt ist im Pfahlbaumuseum in Mondsee ausgestellt. Es wurde mit Polyethylenglycol, einem wasserlöslichen Wachs, getränkt und gehärtet. Der dicke Ast war bei seiner Bergung in mehrere Teile zerbrochen und wurde mit sichtbaren Fugen wieder zusammengesetzt.
Ein ähnliches Objekt, von H. Schlichtherle als Bombe von Reute bezeichnet und als Stangenschleife interpretiert, wurde 1982 in der Moorsiedlung Reute-Schorrenried bei Reute geborgen.